# Atletica leggera ai Giochi della XXII Olimpiade - Staffetta 4×100 metri femminile

Video della Finale

La staffetta 4×100 metri ha fatto parte del programma femminile di atletica leggera ai Giochi della XXII Olimpiade. La competizione si è svolta il 1º agosto 1980 allo Stadio Lenin di Mosca.

## Presenze ed assenze delle campionesse in carica
| Competizione      | Atleta           | Prestazione | Mosca 1980 |
| ----------------- | ---------------- | ----------- | ---------- |
| Olimpiadi 1976    | Germania Est     | 42”55       | Presente   |
| Commonwealth 1978 | Inghilterra      | 43”70       | [ E 1 ]    |
| Europei 1978      | Unione Sovietica | 42”54       | Presente   |
| Asiatici 1978     | Tailandia        | 46”20       | Assente    |
| Africani 1978     | Nigeria          | 44”63       | Assente    |
| Panamericani 1979 | Stati Uniti      | 43”30       | Assenti    |

1. ↑  Ai Giochi partecipa la Gran Bretagna.
2. ↑  Per il boicottaggio.

## Finale
| Pos | Paese            | Atlete                                                             | Tempo |
| --- | ---------------- | ------------------------------------------------------------------ | ----- |
|     | Germania Est     | Romy Müller Bärbel Wöckel Ingrid Auerswald Marlies Göhr            | 41”60 |
|     | Unione Sovietica | Vera Komisova Ljudmila Maslakova Vera Anisimova Natalia Bochina    | 42”10 |
|     | Regno Unito      | Heather Hunte Kathy Smallwood-Cook Beverley Goddard Sonia Lannaman | 42”43 |

Per Ljudmila Maslakova è la terza medaglia olimpica nella specialità: aveva già vinto il bronzo nel 1968 e nel 1976.